# Gonodontodes
Gonodontodes là một chi bướm đêm thuộc họ Noctuidae.